# Bernard Crombey
Bernard Crombey est un acteur et auteur dramatique français, également metteur en scène et adaptateur.

## Biographie
Bernard Crombey est formé au Cours Simon où il obtient le premier prix en 1971, puis il rejoint le Conservatoire national supérieur d'art dramatique de Paris où il remporte le prix de comédie moderne et classique. Il rejoint Alain Cavalier, coécrit et joue dans son premier long-métrage, Le Plein de super.
Au cinéma, il joue dans Pourquoi pas ! (Coline Serreau), Le Balcon en forêt (Michel Mitrani), À nous deux (Claude Lelouch), Buffet froid (Bertrand Blier), Une sale affaire (Alain Bonnot), L'Année prochaine... si tout va bien (Jean-Loup Hubert), Duo solo (Jean-Pierre Delattre), Lune froide (Patrick Bouchitey).
Il collabore à la réalisation de Libera Me (Alain Cavalier) primé au Festival de Cannes.
Il joue également dans Les Acteurs (Bertrand Blier), Charmant garçon (Patrick Chesnais), Le Filmeur (Alain Cavalier), Dialogue avec mon jardinier (Jean Becker), Sagan (Diane Kurys. rôle du père. Avec Sylvie Testud).
Au théâtre, il joue sous la direction de Jean-Luc Tardieu (Démocratie de Michael Frayn, adaptation Dominique Hollier, Le Bonheur à Romorantin de Jean-Claude Brisville), de Jean-Luc Moreau (L'Invité de David Pharao), de Maurice Bénichou (Knock ou le Triomphe de la médecine de Jules Romains), de Béatrice Agenin (Les Femmes savantes de Molière), de Jean-Paul Lucet (Le Neveu de Rameau de Diderot), de Pierre Franck (Le Journal d'Anne Frank de Frances Goodrich et Albert Hackett), de Jean-Michel Vanson (Les Grandes Personnes de Olivier Dutaillis), de Bernard Murat (La Répétition ou l'Amour puni de Jean Anouilh), de François Berléand et Hubert Saint-Macary (William, texte de Bernard Crombey), de Jacques Rosny (L'Astronome de Didier van Cauwelaert), de Roger Blin (Le Bleu de l'eau de vie de Carlos Semprún Maura), de Jean Rougerie (Dog's Dinner de Bob Hoskins), de Pierre Boutron (Nous ne connaissons pas la même personne de François-Marie Banier), de Marcel Lupovici (La Ménagerie de verre de Tennessee Williams), de Jean-Paul Lucet (Roméo et Juliette de William Shakespeare), de Daniel Benoin (Le Roi Lear de William Shakespeare), de Gérard Vergez (Des frites, des frites, des frites d'Arnold Wesker).
Il joue également dans Ne m’attendez pas ce soir, écriture et mise en scène de François Billetdoux.
Il est l’adaptateur de Rose Sélavy de Robert Desnos (théâtre du Rond-Point).
Il est l’auteur de Slow de Singe (théâtre du Lucernaire), William (théâtre du Bataclan).
Il joue également dans une cinquantaine de téléfilms et séries télévisées.

## Filmographie

### Cinéma
- 1976 : Le Plein de super d'Alain Cavalier - Klouk
- 1977 : Pourquoi pas ! de Coline Serreau - le collègue de Roger
- 1979 : Un balcon en forêt de Michel Mitrani - le lieutenant Lavaud
- 1979 : À nous deux de Claude Lelouch - Alain
- 1979 : Buffet froid de Bertrand Blier - le médecin
- 1981 : Une sale affaire d'Alain Bonnot - Bernard
- 1981 : L'Année prochaine... si tout va bien de Jean-Loup Hubert - François Moinet
- 1987 : Duo solo de Jean-Pierre Delattre
- 1991 : Lune froide de Patrick Bouchitey - le boucher
- 2000 : Les Acteurs de Bertrand Blier - le serveur
- 2001 : Charmant Garçon de Patrick Chesnais - Achille
- 2005 : Le Filmeur d'Alain Cavalier
- 2007 : Dialogue avec mon jardinier de Jean Becker - Durieux
- 2008 : Sagan de Diane Kurys - Pierre Quoirez
- 2018 : Six portraits XL d'Alain Cavalier - Bernard

### Télévision
- 1973 : Au théâtre ce soir : La Purée de Jean-Claude Éger, mise en scène Robert Manuel, réalisation Georges Folgoas - Didier
- 1974 : Le Fol Amour de Monsieur de Mirabeau, épisodes 1,2,3,4 d'Hervé Bromberger - Mirabeau
- 1976 : Première Neige de Claude Santelli - Lucien
- 1977 : Le Lieutenant Karl de Michel Wyn
- 1978 : Un ours pas comme les autres de Nina Companeez - Hubert
- 1979 : Une fille seule, épisodes 1,2,3,4 de René Lucot - Robert Vallier
- 1981 : Anthelme Collet ou le Brigand gentillhomme, épisodes 1,2,3,4 de Jean-Paul Carrère - Anthelme Collet
- 1982 : Le Petit Théâtre d'Antenne 2 : Quatre acteurs à bout de souffle d'Henri Mitton, réalisation Jérôme Habans - Jo
- 1983 : Secret diplomatique, épisodes 1,2,3,4,5,6 de Denys de La Patellière et Claude Barrois - H.G.M. De Retaud
- 1985 : Vive la mariée de Jean Valère - Gilbert
- 1985 : Flirt pour deux de Pierre Goutas
- 1987 : Le Carnaval des brumes d'André Farwagi - Jean-Michel
- 1988 : Le train de Vienne de Duccio Tessari
- 1990 : Mademoiselle Ardel de Michael Braun - De Lussac
- 1990 : La Vie privée des animaux de Patrick Bouchitey - (voix)
- 1992 : Tous mes maris d'André Farwagi - Bernard
- 1994 : Cherche famille désespérément de François Luciani
- 1994 : Couchettes express de Luc Béraud - le journaliste
- 1995 : Les Grandes Personnes de Daniel Moosmann - Bertrand
- 1997 : Langevin : le secret de Patrick Jamain - Théo Andréani
- 1998 : Une semaine au salon de Dominique Baron - Jojo
- 2001 : Tel père, telle flic, épisodes 1 et 2 d'Éric Woreth - Poussin
- 2003 : Julie Lescaut, épisode Vengeances de Bernard Uzan - Mauriac
- 2003 : Louis la Brocante, épisode Louis et la figurine d'argile de Pierre Sisser - Xérus
- 2003 : Miranda, épisode La Cuvée du tonnelier de Jean Marbœuf - Peyrol
- 2004 : Avocats et Associés, épisode Sexe, mensonge et thérapie de Patrice Martineau - Dr. Heiser
- 2004 : Bien agités ! de Patrick Chesnais - le gynécologue Arthur
- 2007 : L'Hôpital de Laurent Lévy - le docteur Hébrard
- 2008 : Sagan, épisodes 1 et 2 de Diane Kurys - Pierre Quoirez
- 2014 : Les Enquêtes du commissaire Laviolette, épisode Le parme convient à Laviolette de Bruno Gantillon - le docteur Bredannes
- 2016 : Crime à Martigues de Claude Michel Rome
- 2017 : Mystère Place Vendôme de Renaud Bertrand

## Théâtre

### Comédien
- 1971 : Des frites, des frites, des frites... d'Arnold Wesker, mise en scène Gérard Vergez, théâtre national populaire - Ginger Richardson
- 1971 : Ne m'attendez pas ce soir... de François Billetdoux, mise en scène de l'auteur, théâtre national de l'Odéon - l'Entrepreneur
- 1972 : La Purée de Jean-Claude Eger, mise en scène Robert Manuel, théâtre des Nouveautés - Didier Dupont-Larivière
- 1975 : Les Secrets de la Comédie humaine de Félicien Marceau, mise en scène Paul-Émile Deiber, théâtre du Palais-Royal - Eugène de Rastignac
- 1975 : Ice-Dream de Mario Franceschi, mise en scène de l'auteur, théâtre du Lucernaire
- 1976 : Le Roi Lear de William Shakespeare, mise en scène Daniel Benoin, salle des Mutilés du travail (Saint-Étienne)
- 1976 : Roméo et Juliette de William Shakespeare, mise en scène Jean Paul Lucet, Festival d'automne de Paris
- 1977 : La Ménagerie de verre de Tennessee Williams, mise en scène Marcel Lupovici, théâtre 347
- 1977 : Slow de Singe de Bernard Crombey et Alain Foures, théâtre du Lucernaire, théâtre Gaité Montparnasse
- 1978 : Nous ne connaissons pas la même personne de François-Marie Banier, mise en scène Pierre Boutron, théâtre Édouard VII
- 1980 : Dog's Dinner de Bob Hoskins, mise en scène Jean Rougerie, théâtre du Lucernaire
- 1982 : Le Bleu de l'Eau de Vie de Carlos Sempra Maura, mise en scène Roger Blain, théâtre du petit Montparnasse
- 1983 : L'Astronome de Didier van Cauwelaert, mise en scène Jacques Rosny, Studio des Champs-Élysées
- 1986 : La Répétition ou l'Amour puni de Jean Anouilh, mise en scène Bernard Murat, théâtre Édouard VII
- 1986 : William de Bernard Crombey, mise en scène François Berléand et Hubert Saint-Macary, Bataclan
- 1987 : Rose Sélavy d'après Robert Desnos, conception Bernard Crombey, théâtre du Rond-Point
- 1990 : Poète vos papiers de Mirca Dinescu, théâtre du Haut Allier et tournée
- 1994 : Les Grandes Personnes d'Olivier Dutaillis, mise en scène Jean-Michel Vanson, théâtre de Poche Montparnasse
- 1995 : Le Journal d'Anne Frank, d'après Frances Goodrich et Albert Hackett, mise en scène Pierre Franck, théâtre des Célestins, théâtre Hébertot
- 1997 : Le bonheur à Romorantin de Jean-Claude Brisville, mise en scène Jean-Luc Tardieu, théâtre Espace 44 de Nantes
- 1999 : Le Neveu de Rameau de Denis Diderot, mise en scène Jean-Paul Lucet, théâtre des Célestins
- 2000 : Les femmes savantes de Molière, mise en scène Béatrice Agenin
- 2002 : Knock de Jules Romains, mise en scène Maurice Bénichou, théâtre de l'Athénée-Louis-Jouvet
- 2005 : L'Invité de David Pharao, tournée
- 2007 : Démocratie de Michaël Frayne, mise en scène Jean Luc Tardieu, théâtre Espace 44 de Nantes
- 2009 : Monsieur Motobécane de Bernard Crombey, d'après Le Ravisseur de Paul Savatier (1978), mise en scène Catherine Maignan et Bernard Crombey, théâtre du Rond-Point, Festival d'Avignon Off
- 2013 : La Vérité de Florian Zeller, mise en scène Patrice Kerbrat, tournée
- 2017 : Le Cancre d'après Chagrins d'école de Daniel Pennac, mise en scène Bernard Crombey, théâtre du Lucernaire, Festival d'Avignon Off
- 2019 - 2022 : Monsieur Motobécane de Bernard Crombey, d'après Le Ravisseur de Paul Savatier, mise en scène Catherine Maignan et Bernard Crombey, Festival d'Avignon Off, tournée (500 représentations)
- 2022 : L'ouvre boîte de Victor Lanoux (1976), mise en scène Bernard Crombey, du 7 au 30 juillet au Festival Off d'Avignon, avec l'acteur Samuel Charle
- 2025 : Les Chaises d'Eugène Ionesco, mise en scène Thierry Harcourt, festival off d'Avignon, théâtre Essaion

### Metteur en scène
- 1994 : Une femme de terrain d'Olivier Dutaillis, Petit Montparnasse
- 2009 : Monsieur Motobécane d'après Le Ravisseur de Paul Savatier, mise en scène de Catherine Maignan et Bernard Crombey, théâtre du Rond-Point, Festival d'Avignon Off
- 2017 : Le Cancre d'après Chagrins d'école de Daniel Pennac, mise en scène Bernard Crombey, théâtre du Lucernaire, Festival d'Avignon Off
- 2022 : L'ouvre boîte de Victor Lanoux (1976)

### Adaptateur
- 2009 : Monsieur Motobécane d'après Le Ravisseur de Paul Savatier, mise en scène de Catherine Maignan et Bernard Crombey, théâtre du Rond-Point, Festival d'Avignon Off
- 2017 : Le Cancre d'après Chagrins d'école de Daniel Pennac, mise en scène Bernard Crombey, théâtre du Lucernaire, Festival d'Avignon Off

## Doublage
- 1988 : Call Me : Switchblade (Steve Buscemi)
- 1995 : Raison et Sentiments : M. Palmer (Hugh Laurie)
- 2000 : Scream 3 : John Milton (Lance Henriksen)
- 2001 : Ali : Joe Smiley (Ted Levine)
- 2002 : Frida : Guillermo Kahlo (Roger Rees)
- 2002 : The Hours : Leonard Woolf (Stephen Dillane)
- 2007 : Planète Terreur : le violeur (Quentin Tarantino)
- 2008 : Burn After Reading : Ted Treffon (Richard Jenkins)
- 2009 : Dans la brume électrique : Murphy Doucet (Bernard Hocke)
- 2012 : Reality : Michele (Nando Paone)
- 2016 : Ave, César ! : le pasteur (Allan Havey)